# La-Grande-Fosse-Prozess
Als La Grande Fosse Prozess wird der Kriegsverbrecherprozess vom 15. bis 21. Mai 1946  gegen Karl Adam Golkel und dreizehn weitere Angeklagte (Case 30) vor einem britischen Militärgericht in Wuppertal bezeichnet. Den angeklagten SS-Mitgliedern wurde die Tötung von acht bei der Operation Loyton kriegsgefangenen Kommandosoldaten des Special Air Service (SAS) in einem Waldstück bei La Grande-Fosse vorgeworfen.

## Massaker von La Grande-Fosse

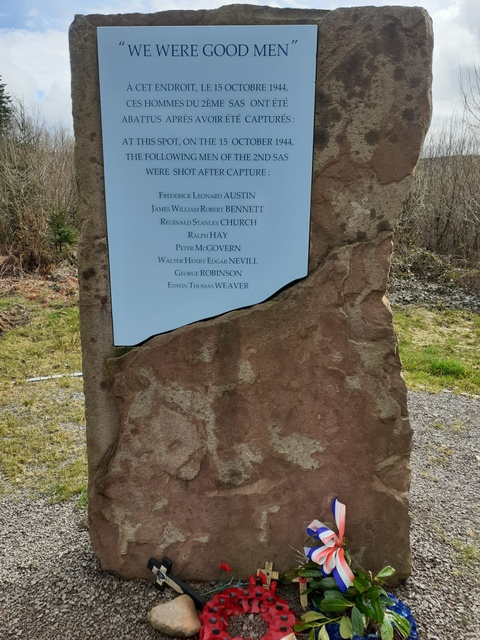
Mahnmal "We were good men" bei La Grande-Fosse, 2025

Während der Operation Loyton landeten Mitte August 1944 Kommandosoldaten des 2. Regiments des britischen Special Air Service (SAS) in den Vogesen hinter den deutschen Linien, um gemeinsam mit dem Maquis den Vormarsch der 3. US-Armee unter General George Patton zu unterstützen. Die Operation zog sich bis in den Oktober hin und von den Deutschen Soldaten wurden acht gefangene SAS-Soldaten zur Vernehmung dem Einsatzkommando 6 des Sicherheitsdienstes in Saal im Breuschtal unter Sturmbannführer Hans-Dieter Ernst übergeben. Am 15. Oktober wurden sie auf dessen Befehl von Saal zu einem Waldstück bei La Grande-Fosse gebracht und dort erschossen. Das SD-Kommando meldete an den Befehlshaber der Sicherheitspolizei und des SD in Straßburg, Erich Isselhorst, „auf der Flucht erschossen“.
Das SAS War Crime Investigation Team unter Major Bill Barkworth sammelte belastendes Material zu dem Vorgang.

## Prozess
Der Kriegsverbrecherprozess zu dem Massaker fand in der britischen Besatzungszone vor einem britischen Militärgericht nach den Regeln des Royal Warrant (81/1945) vom 15. bis 21. Mai 1946 in Wuppertal statt.
Die Angeklagten hatten sich in ihren Aussagen vor dem Prozessbeginn teilweise gegenseitig belastet und widerriefen oder relativierten diese Aussagen im Prozessverlauf, so dass die Richter entscheiden mussten, ob die jeweiligen vorgerichtlichen Aussagen oder die Prozessaussagen glaubwürdig sind. Es war nicht feststellbar, wer geschossen hatte.
Die Angeklagten gaben an, den Exekutionsbefehl (Handeln auf Befehl) für rechtmäßig angesehen zu haben, da er von Sturmbannführer Ernst, einem Juristen, kam und die Gefangenen mit der Résistance zusammengearbeitet hätten. Der Judge Advocate argumentierte, dass die Gefangenen Kommandosoldaten gemäß Genfer Konvention von 1929 (Abkommen über die Behandlung der Kriegsgefangenen) ohne Prozess nicht exekutiert werden durften.
| Name             | Dienstgrad       | Urteil        | Anmerkungen                                                                                     |
| ---------------- | ---------------- | ------------- | ----------------------------------------------------------------------------------------------- |
| Karl Golkel      | Hauptsturmführer | 10 Jahre Haft | meldete den Vollzug der Exekution                                                               |
| Hans Hubner      | Scharführer      | 4 Jahre Haft  | Mittäter                                                                                        |
| August Geiger    | Unterscharführer | 4 Jahre Haft  | Mittäter                                                                                        |
| Karl Bott        | Hauptsturmführer | Freispruch    | Widerruf vorheriger belastender Aussagen                                                        |
| Hans Limberg     |                  | Freispruch    | Widerruf vorheriger belastender Aussagen                                                        |
| Heinrich Klein   | Unterscharführer | 8 Jahre Haft  | Fahrer, bewachte und begrub die Gefangenen                                                      |
| Josef Pilz       |                  | Freispruch    | Widerruf vorheriger belastender Aussagen                                                        |
| Walter Jantzen   | Hauptscharführer | 4 Jahre Haft  | bei Befehlsausgabe als rechte Hand von Ernst anwesend, Anwesenheit bei der Tat wurde widerrufen |
| Walter Schmidt   |                  | Freispruch    | war lt. Golkel und Geiger nicht am Tatort                                                       |
| Ludwig Koch      | Scharführer      | 3 Jahre Haft  | Mittäter                                                                                        |
| Georg Zahringer  | Unterscharführer | 2 Jahre Haft  | Mittäter                                                                                        |
| Emil Pahl        |                  | Freispruch    | Widerruf vorheriger belastender Aussagen                                                        |
| Heinrich Thilker |                  | Freispruch    | Widerruf vorheriger belastender Aussagen                                                        |
| Horst Gäde       | Hauptscharführer | 8 Jahre Haft  | Fahrer, half beim Grab ausheben, führte Gefangene dann zum Grab                                 |

Das milde Urteil wurde von der Presse kritisiert, der vorsitzende Richter Hennessey beschwerte sich beim Kriegsministerium über die mangelhafte Eignung der Offiziere des Tribunals und der Angeklagte Jantzen wurde in seinem späteren Prozess zu den Saint-Die-Morden am 25. Juni in Wuppertal zum Tode verurteilt.